# Leioheterodon geayi
Espèce
Synonymes
- Lioheterodon voeltzkowi Boettger, 1913

Statut de conservation UICN

 LC  : Préoccupation mineure
Leioheterodon geayi est une espèce de serpents de la famille des Lamprophiidae. 

## Répartition
Cette espèce est endémique de l'île de Madagascar.

## Description
L'holotype de Leioheterodon geayi, un mâle, mesure 930 mm dont 190 mm pour la queue.

## Étymologie
Cette espèce est nommée en l'honneur du pharmacien et voyageur Martin François Geay (1859–1910) qui a collecté le premier spécimen.

## Publication originale
- Mocquard, 1905 : Description de deux nouvelles espèces de Reptiles. Bulletin du Muséum national d'histoire naturelle de Paris, vol. 11, p. 288-290 (texte intégral).